# Le Repenti (film)
Pour les articles homonymes, voir Le Repenti.
Pour plus de détails, voir Fiche technique et Distribution.
Le Repenti (التائب, El taaib en arabe) est un film dramatique algéro-français réalisé par Merzak Allouache, sorti en 2012.

## Synopsis
Le parcours de Rachid, un jihadiste repenti bénéficiant d'une amnistie par la loi de la concorde civile et qui a quitté les montagnes et le maquis pour regagner son village. Menacé, il rejoint la ville et se présente au commissariat. L'officier le place dans un café pour le maintenir sous surveillance. Rachid, discrètement, rentre en contact avec Lakhdar, un pharmacien rongé par le souvenir de la mort de sa petite fille, Selma, enlevée 5 ans plus tôt par le groupe terroriste de Rachid. Il conduit Lakhdar et son ex femme, Djamila, sur la tombe de celle-ci pour soulager sa conscience et fuir la région avec l'argent qu'il réclame au couple déchiré par ce drame.
À travers cette histoire, Merzak Allouache décrit la société algérienne meurtrie par la violence et traumatisée par une longue décennie noire marquée par le terrorisme aveugle des années 1990.

## Fiche technique
- Titre français : Le Repenti
- Titre original : التائب
- Réalisateur : Merzak Allouache
- Scénario : Merzak Allouache
- Chef opérateur : Mohamed Tayeb Laggoune
- Montage : Sylvie Gadmer
- Son : Ali Mahfiche
- Production : Yacine Djadi
  - Coproducteur : Jacques Bidou et Marianne Dumoulin
- Sociétés de production : JBA Prod et BAYA Films
- Pays d'origine :  Algérie et  France
- Langues originales : arabe
- Format : couleur - 2,35:1 - 35 mm
- Genre : drame
- Durée : 87 minutes
- Distributeur : K-Films Amérique Québec)
- Date de sortie : 
  -  Algérie : mai 2012
  -  France : 10 avril 2013
  -  Québec : 10 mai 2013

## Distribution
- Nabil Asli : Rachid
- Adila Bendimerad : Djamila
- Khaled Benaissa : Lakhdar, le pharmacien

## Censure
Merzak Allouache dénonce la censure de son scénario, en effet celui-ci est rejeté par la commission de lecture du Ministère de la Culture algérien. À sa sortie, le film n'est pas présenté dans la presse algérienne. Merzak Allouache indique : « J’ai l’impression d’avoir fait un film honteux, mais cela renforce ma conviction qu’il fallait le tourner »,.

## Distinctions
Le film est présenté à la Quinzaine des réalisateurs, dans le cadre du festival de Cannes 2012.

### Récompenses
- Festival de Cannes 2012 : Label Europa Cinemas[5]
- Festival du film francophone d'Angoulême 2012 : Valois de la meilleure actrice pour Adila Bendimerad ; Valois du meilleur acteur pour Khaled Benaissa
- Trophées francophones du cinéma 2014 : Trophée francophone du second rôle féminin pour Adila Bendimerad
- Scarborough International Film Festival, Ontario, Canada: Best Achievement in Cinematography Mohamed Tayeb LAGGOUNE